# Christopher Tolkien
Christopher John Reuel Tolkien (* 21. November 1924 in Leeds, Yorkshire; † 16. Januar 2020 in Draguignan, Provence) war ein aus dem Vereinigten Königreich stammender Mediävist der Anglistik und Skandinavistik. Er verwaltete die Werke aus dem Nachlass seines Vaters J. R. R. Tolkien, von denen er zahlreiche veröffentlichte.

## Leben
Christopher Tolkien wuchs in Oxford als drittes von vier Kindern des Universitätsprofessors J. R. R. Tolkien und seiner Frau Edith Tolkien auf. Im Zweiten Weltkrieg diente er bei der Royal Air Force und war unter anderem in Südafrika stationiert. Nach dem Krieg studierte er am Trinity College in Oxford. 1960 veröffentlichte er seine Übersetzung der Hervarar-Saga. Von 1964 bis 1975 war er Dozent an der Universität Oxford für ältere englische und skandinavische Sprachen und Literatur.
Christopher Tolkien war schon als Kind mit der Mittelerde-Mythologie seines Vaters vertraut und seit den späten 1930er-Jahren wie sein Vater Teil der literarischen Bewegung der Inklings. Dabei war Christopher Tolkien während der Niederschrift des Herrn der Ringe an der Schöpfung seines Vaters beteiligt, zum einen als dessen beständiger Ratgeber, zum anderen als Zeichner des begleitenden Kartenmaterials. Bis heute basieren die Karten von Mittelerde, die den Büchern J. R. R. Tolkiens oft beigelegt sind, auf den Zeichnungen von Christopher Tolkien, die er nach Anweisungen seines Vaters schuf.
Nach dem Tod seines Vaters im Jahr 1973 fiel es Christopher Tolkien zu, die ungeheure Materialmenge des unvollendet gebliebenen Silmarillions (manche auf Schmierpapierfetzen aufbewahrten Notizen waren ein halbes Jahrhundert alt) für eine Veröffentlichung aufzubereiten. Für diese Aufgabe war er sowohl durch seine einmalige Einsicht in die Schaffensprozesse seines Vaters als auch durch seine Tätigkeit als Professor für englische Sprache an der Universität Oxford herausragend geeignet. 1977 war sein Unternehmen, nicht zuletzt durch Mithilfe des Autors Guy Gavriel Kay, schließlich von Erfolg gekrönt. Drei Jahre später folgten die Nachrichten aus Mittelerde, eine Sammlung unvollendet gebliebener Geschichten, die das Silmarillion-Material ergänzen.
Zwischen 1983 und 1996 gab er die zwölfbändige History of Middle-earth heraus, in der alle relevanten Quellenmaterialien zum Silmarillion und dem Herrn der Ringe gesammelt sind. Ohne ihn wären diese Aufzeichnungen, die Aufschluss über die Entwicklung der verschiedenen Textstadien beider Werke geben, der Tolkien-interessierten Öffentlichkeit vorenthalten geblieben. Auf Deutsch sind nur die ersten beiden Bände, das Buch der Verschollenen Geschichten, erschienen.
Im April 2007 veröffentlichte Christopher Tolkien Die Kinder Húrins, ein weiteres Werk aus Quellen seines Vaters. Das Buch erschien mit einer weltweiten Startauflage von 500.000 Exemplaren. Zu seinen letzten Veröffentlichungen, ebenfalls aus Quellen seines Vaters zusammengestellt, zählen Beren und Lúthien (2017) und Der Fall von Gondolin (2018).
Im Juli 2012 äußerte sich Christopher Tolkien seit vierzig Jahren zum ersten Mal in den Medien. Im Interview mit der französischen Tageszeitung Le Monde kam nebst seinem Lebenswerk auch die Kommerzialisierung von Tolkiens Welt zur Sprache, der er verständnislos gegenüberstand und worunter er auch die Verfilmung des Herrn der Ringe durch den neuseeländischen Filmregisseur Peter Jackson einreihte:

« Ils ont éviscéré le livre, en en faisant un film d’action pour les 15–25 ans […] Et il paraît que Le Hobbit sera du même acabit. […] Tolkien est devenu un monstre, dévoré par sa popularité et absorbé par l’absurdité de l’époque […] Le fossé qui s’est creusé entre la beauté, le sérieux de l’oeuvre, et ce qu’elle est devenue, tout cela me dépasse. Un tel degré de commercialisation réduit à rien la portée esthétique et philosophique de cette création. Il ne me reste qu’une seule solution: tourner la tête. »

„Sie haben das Buch ausgeweidet, um daraus einen Actionfilm für 15- bis 25-Jährige zu machen […] Und es scheint, als werde Der Hobbit vom selben Schlag sein. […] Tolkien ist ein Monster geworden, verschlungen durch seine Popularität und absorbiert durch die Absurdität der heutigen Zeit. […] Der Graben, der sich zwischen der Schönheit, der Ernsthaftigkeit des Werks und dem aufgetan hat, was aus ihm geworden ist, all das verstehe ich nicht. Bei einem solchen Grad an Kommerzialisierung löst sich die ästhetische und philosophische Kraft dieser Schöpfung in nichts auf. Für mich gibt es nur eine Lösung: mich abzuwenden.“

Christopher Tolkien starb im Januar 2020 im Alter von 95 Jahren in Südfrankreich. Hier hatte Tolkien zuletzt mit seiner zweiten Ehefrau Baillie Tolkien gelebt. Er hinterließ außerdem drei Kinder, darunter den Schriftsteller Simon Tolkien.

## Werke
Herausgaben
- Werke und Quellensammlungen seines Vaters J. R. R. Tolkien
  - 1975: Guide to the Names in The Lord of the Rings.
  - 1975: Sir Gawain and the Green Knight, Pearl, and Sir Orfeo.
  - 1977: Das Silmarillion.
  - 1980: Nachrichten aus Mittelerde.
  - 1981: Letters of J.R.R. Tolkien.
  - 1983: The History of Middle-earth. Band I, The Book of Lost Tales. part I (in dt. erschienen als: Das Buch der verschollenen Geschichten Band 1)
  - 1984: The History of Middle-earth. Band II, The Book of Lost Tales. part II (in dt. erschienen als: Das Buch der verschollenen Geschichten Band 2)
  - 1985: The History of Middle-earth. Band III, The Lays of Beleriand.
  - 1986: The History of Middle-earth. Band IV, The Shaping of Middle-earth.
  - 1987: The History of Middle-earth. Band V, The Lost Road (and other writings).
  - 1988: The History of Middle-earth. Band VI, The Return of the Shadow.
  - 1989: The History of Middle-earth. Band VII, The Treason of Isengard.
  - 1990: The History of Middle-earth. Band VIII, The War of the Ring.
  - 1992: The History of Middle-earth. Band IX, Sauron Defeated.
  - 1993: The History of Middle-earth. Band X, Morgoth’s Ring.
  - 1994: The History of Middle-earth. Band XI, The War of the Jewels.
  - 1996: The History of Middle-earth. Band XII, The Peoples of Middle-earth.
  - 2002: The History of Middle-earth Index.
  - 2007: Die Kinder Húrins.
  - 2010: Die Legende von Sigurd und Gudrún.
  - 2014: Beowulf: A Translation and Commentary.
  - 2015: König Arthurs Untergang.[9]
  - 2017: Beren und Lúthien
  - 2018: Der Fall von Gondolin

Bearbeitungen
- Gabriel Turville-Petre (Hrsg.): Hervarar Saga ok Heiðreks. Viking Society of Saga Literature, London 1956.
- The Saga of King Heiðrek the Wise. Nelson, Edinburgh / London 1960.